# Gavriil Pribylov

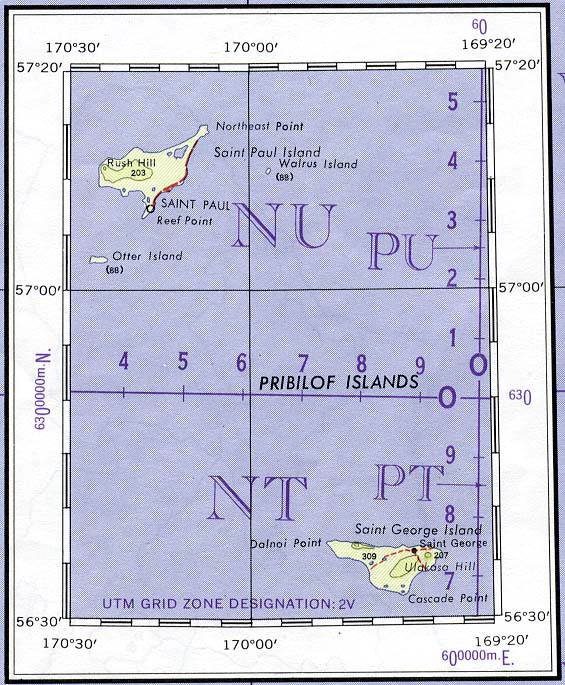
Gavriil Pribylov découvre les îles Saint-Paul (au nord) et Saint-George (au sud).

Gavriil Loguinovitch Pribylov ou anciennement Pribilof (en russe : Гавриил Логинович Прибылов) (? -1796) est un trappeur et navigateur russe.

## Biographie
En 1781-1786, il est le capitaine du navire Sviatoï Gueorgui (Saint-Georges), qui appartient à la compagnie russe d'Amérique. Il se rend célèbre en amassant une véritable fortune par sa chasse prolifique de castors, de loutres de mer, de renards bleus et de défenses de morse qu'il revend à Okhotsk pour 250 000 roubles.
En 1788, il explore la mer de Béring, découvrant les îles Saint-George et Saint-Paul (au nord des îles Aléoutiennes). Le marchand russe Grigori Chelikhov nommera ce groupe d'îles les îles Pribilof en 1789.